# 罗韦雷多迪古阿
罗韦雷多迪古阿（義大利語：Roveredo di Guà），是意大利威尼托大区维罗纳省的一个市镇。总面积10.16平方公里，人口1552人，人口密度152.8人/平方公里（2009年）。国家统计（ISTAT）代码为023066。